# Škoda Slavia
Škoda Slavia je sedan segmentu B (malá auta) vyráběný Škodou Auto pro indický trh. Představen byl v listopadu 2021, produkce začala v roce 2022. Stojí na koncernové platformě MQB A0 IN přizpůsobené speciálně pro Indii. Technicky je spřízněná s vozem Volkswagen Virtus, je nástupcem indické Škody Rapid (2011–2021). Vzniká v továrně společnosti ŠKODA AUTO Volkswagen India Private Limited v Puné, podíl lokálních indických komponentů je 95 %. K únoru 2023 existovaly dvě možnosti motorizace vozu: 1.0 TSI a 1.5 TSI.